# Don't Let Me Down (bài hát của The Chainsmokers)
"Don't Let Me Down" là một bài hát của bộ đôi DJ người Mỹ The Chainsmokers hợp tác với ca sĩ người Mỹ Daya nằm trong EP thứ hai của họ, Collage (2016). Nó được phát hành vào ngày 5 tháng 2 năm 2016 như là đĩa đơn đầu tiên trích từ album bởi Disruptor Records, Columbia Records và Sony Music. Bài hát được đồng viết lời bởi thành viên của nhóm Andrew Taggart, Emily Warren và Scott Harris, trong đó phần sản xuất được đảm nhiệm bởi The Chainsmokers. Ban đầu được dự định sẽ do Rihanna thể hiện nhưng đã bị từ chối bởi đội ngũ quản lý của cô, phần giọng hát cho "Don't Let Me Down" vẫn chưa được lựa chọn cho đến khi Taggart nghe được bài hát năm 2015 của Daya "Hide Away", và sau đó bộ đôi đã quyết định mời nữ ca sĩ để hợp tác thu âm. Đây là một bản EDM và dance-pop kết hợp với những yếu tố từ trap mang nội dung đề cập đến tình cảm của một cô gái đối với một chàng trai không chung thủy, và cô ấy thể hiện mong muốn rằng anh sẽ không để cô thất vọng trong mối quan hệ của cả hai, đã thu hút nhiều điểm tương đồng với một số tác phẩm từ the xx và Explosions in the Sky.
Sau khi phát hành, "Don't Let Me Down" nhận được những phản ứng tích cực từ các nhà phê bình âm nhạc, trong đó họ đánh giá cao giai điệu hấp dẫn, chất giọng của Daya cũng như quá trình sản xuất của nó. Ngoài ra, bài hát còn gặt hái nhiều giải thưởng và đề cử tại những lễ trao giải lớn, bao gồm năm đề cử tại giải thưởng âm nhạc Billboard năm 2017 cho Top Bài hát Hot 100, Top Bài hát Bán chạy, Top Bài hát Radio, Top Hợp tác và Top Bài hát Dance/Electronic, cũng như chiến thắng một giải Grammy ở hạng mục Thu âm nhạc dance xuất sắc nhất tại lễ trao giải thường niên lần thứ 59. "Don't Let Me Down" cũng tiếp nhận những thành công vượt trội về mặt thương mại, vươn đến top 5 ở Úc, Canada, Ireland, New Zealand, Na Uy, Thụy Điển và Vương quốc Anh, và lọt vào top 10 ở hầu hết những quốc gia nó xuất hiện, bao gồm nhiều thị trường lớn như Áo, Phần Lan, Đức, Ý, Hà Lan, Tây Ban Nha và Thụy Sĩ. Tại Hoa Kỳ, nó đạt vị trí thứ ba trên bảng xếp hạng Billboard Hot 100, trở thành đĩa đơn đầu tiên của cả hai nghệ sĩ vươn đến top 5 tại đây.
Video ca nhạc cho "Don't Let Me Down" được đạo diễn bởi Marcus Kuhne, trong đó bao gồm những cảnh The Chainsmokers lái xe vào một khu rừng và bị chặn lại bởi Daya và những nữ vũ công đang nhảy múa theo bài hát, trước khi bộ đôi cùng lơ lửng trên bầu trời. Nó đã nhận được một đề cử tại giải Video âm nhạc của MTV năm 2016 ở hạng mục Video nhạc điện tử xuất sắc nhất. Để quảng bá bài hát, hai nghệ sĩ đã trình diễn "Don't Let Me Down" trên nhiều chương trình truyền hình và lễ trao giải lớn, bao gồm Good Morning America, Jingle Bell Ball, và Ultra Music Festival, cũng như trong nhiều chuyến lưu diễn của họ. Kể từ khi phát hành, nó đã được hát lại và sử dụng đoạn nhạc mẫu bởi nhiều nghệ sĩ, như Usher, Ashley Tisdale, Joy Williams, Conor Maynard và Boyce Avenue, cũng như xuất hiện trong nhiều tác phẩm điện ảnh và truyền hình, bao gồm Coronation Street, Lucifer, Degrassi: Next Class và Younger. Tính đến nay, "Don't Let Me Down" đã bán được hơn 14 triệu bản trên toàn cầu, trở thành đĩa đơn bán chạy thứ tám của năm 2016, cũng như là một trong những đĩa đơn bán chạy nhất mọi thời đại.

## Danh sách bài hát
Tải kĩ thuật số
1. "Don't Let Me Down" (hợp tác với Daya) – 3:28

EP phối lại
1. "Don't Let Me Down" (hợp tác với Daya) (W&W phối lại) – 3:15
2. "Don't Let Me Down" (hợp tác với Daya) (Illenium phối lại) – 3:40
3. "Don't Let Me Down" (hợp tác với Daya) (Zomboy phối lại) – 4:26
4. "Don't Let Me Down" (hợp tác với Daya) (Ephwurd phối lại) – 4:05
5. "Don't Let Me Down" (hợp tác với Daya) (Ricky Remedy phối lại) – 4:39
6. "Don't Let Me Down" (hợp tác với Daya và Konshens) (Dom Da Bomb & Electric Bodega Mixshow phối lại) – 3:25

Tải kĩ thuật số – Hardwell & Sephyx phối lại
1. "Don't Let Me Down" (hợp tác với Daya) (Hardwell & Sephyx phối lại) – 2:42

## Xếp hạng
| Bảng xếp hạng (2016-17)                                | Vị trí cao nhất |
| ------------------------------------------------------ | --------------- |
| Úc (ARIA)                                              | 3               |
| Áo (Ö3 Austria Top 40)                                 | 6               |
| Bỉ (Ultratop 50 Flanders)                              | 4               |
| Bỉ (Ultratop 50 Wallonia)                              | 15              |
| Canada (Canadian Hot 100)                              | 4               |
| LỖI: PHẢI CUNG CẤP year CHO BẢNG XẾP HẠNG Cộng hòa Séc | 17              |
| LỖI: PHẢI CUNG CẤP year CHO BẢNG XẾP HẠNG Cộng hòa Séc | 4               |
| Đan Mạch (Tracklisten)                                 | 15              |
| Phần Lan (Suomen virallinen lista)                     | 9               |
| Pháp (SNEP)                                            | 19              |
| Đức (Official German Charts)                           | 6               |
| Hungary (Single Top 40)                                | 9               |
| Ireland (IRMA)                                         | 3               |
| Ý (FIMI)                                               | 7               |
| Mexico (Monitor Latino)                                | 12              |
| Hà Lan (Dutch Top 40)                                  | 7               |
| Hà Lan (Single Top 100)                                | 5               |
| New Zealand (Recorded Music NZ)                        | 2               |
| Na Uy (VG-lista)                                       | 5               |
| Bồ Đào Nha (AFP)                                       | 4               |
| Romania (Media Forest)                                 | 6               |
| Scotland (OCC)                                         | 3               |
| LỖI: PHẢI CUNG CẤP year CHO BẢNG XẾP HẠNG Slovakia     | 3               |
| Slovenia (SloTop50)                                    | 28              |
| Tây Ban Nha (PROMUSICAE)                               | 9               |
| Thụy Điển (Sverigetopplistan)                          | 5               |
| Thụy Sĩ (Schweizer Hitparade)                          | 8               |
| Anh Quốc (OCC)                                         | 2               |
| Hoa Kỳ Billboard Hot 100                               | 3               |
| Hoa Kỳ Adult Pop Airplay (Billboard)                   | 6               |
| Hoa Kỳ Dance Club Songs (Billboard)                    | 4               |
| Hoa Kỳ Hot Dance/Electronic Songs (Billboard)          | 1               |
| Hoa Kỳ Dance/Mix Show Airplay (Billboard)              | 1               |
| Hoa Kỳ Pop Airplay (Billboard)                         | 1               |
| Hoa Kỳ Rhythmic (Billboard)                            | 3               |

| Bảng xếp hạng (2016)                      | Vị trí |
| ----------------------------------------- | ------ |
| Australia (ARIA)                          | 5      |
| Austria (Ö3 Austria Top 40)               | 7      |
| Belgium (Ultratop 50 Flanders)            | 7      |
| Belgium (Ultratop 50 Wallonia)            | 38     |
| Canada (Canadian Hot 100)                 | 8      |
| Denmark (Tracklisten)                     | 25     |
| France (SNEP)                             | 31     |
| Germany (Official German Charts)          | 7      |
| Hungary (Single Top 40)                   | 47     |
| Italy (FIMI)                              | 12     |
| Netherlands (Dutch Top 40)                | 18     |
| Netherlands (Single Top 100)              | 8      |
| New Zealand (Recorded Music NZ)           | 6      |
| Romania (Romanian Top 40 Charts)          | 10     |
| Spain (PROMUSICAE)                        | 17     |
| Sweden (Sverigetopplistan)                | 6      |
| Switzerland (Schweizer Hitparade)         | 14     |
| UK Singles (Official Charts Company)      | 17     |
| US Billboard Hot 100                      | 8      |
| US Adult Top 40 (Billboard)               | 23     |
| US Hot Dance/Electronic Songs (Billboard) | 1      |
| US Dance/Mix Show Airplay (Billboard)     | 2      |
| US Pop Songs (Billboard)                  | 3      |
| US Rhythmic (Billboard)                   | 6      |
| Worldwide (IFPI)                          | 8      |
| Bảng xếp hạng (2017)                      | Vị trí |
| South Korea (Gaon International Singles)  | 69     |
| US Hot Dance/Electronic Songs (Billboard) | 13     |

| Bảng xếp hạng                        | Vị trí |
| ------------------------------------ | ------ |
| UK Singles (Official Charts Company) | 167    |
| US Billboard Hot 100                 | 333    |
| US Pop Songs (Billboard)             | 81     |

## Chứng nhận
| Quốc gia | Chứng nhận  | Số đơn vị/doanh số chứng nhận |
| --- | ----------- | ----------------------------- |
| Úc (ARIA) | 7× Bạch kim | 490.000‡                      |
| Áo (IFPI Áo) | Bạch kim    | 30.000‡                       |
| Bỉ (BEA) | 3× Bạch kim | 0‡                            |
| Canada (Music Canada) | 9× Bạch kim | 0‡                            |
| Đan Mạch (IFPI Đan Mạch) | 2× Bạch kim | 60.000‡                       |
| Pháp (SNEP) | Kim cương   | 250.000‡                      |
| Đức (BVMI) | Bạch kim    | 300.000‡                      |
| Ý (FIMI) | 6× Bạch kim | 300.000‡                      |
| Hà Lan (NVPI) | 3× Bạch kim | 60.000‡                       |
| New Zealand (RMNZ) | 2× Bạch kim | 30.000*                       |
| Ba Lan (ZPAV) | Bạch kim    | 20.000‡                       |
| Hàn Quốc (Gaon Chart) | —           | 204,882                       |
| Tây Ban Nha (PROMUSICAE) | 3× Bạch kim | 120.000‡                      |
| Thụy Điển (GLF) | 6× Bạch kim | 120.000‡                      |
| Anh Quốc (BPI) | 2× Bạch kim | 1.200.000‡                    |
| Hoa Kỳ (RIAA) | 6× Bạch kim | 6.000.000‡                    |
| * Chứng nhận dựa theo doanh số tiêu thụ. ^ Chứng nhận dựa theo doanh số nhập hàng. ‡ Chứng nhận dựa theo doanh số tiêu thụ và phát trực tuyến. |             |                               |

## Lịch sử phát hành
| Khu vực  | Ngày                | Định dạng              | Hãng đĩa                | Tham khảo            |
| -------- | ------------------- | ---------------------- | ----------------------- | -------------------- |
| Toàn cầu | 5 tháng 2 năm 2016  | Tải kỹ thuật số        | Disruptor Columbia Sony | [ 87 ] [ 88 ] [ 89 ] |
| Hoa Kỳ   | 1 tháng 3 năm 2016  | Contemporary hit radio | Disruptor Columbia Sony | [ 90 ]               |
| Toàn cầu | 15 tháng 4 năm 2016 | Remixes EP             | Disruptor Columbia Sony | [ 91 ]               |